# Escuela Ramón Barros Luco
La Escuela Ramón Barros Luco es un establecimiento educacional ubicado en la intersección de las calles Victoria y Morris, en el barrio El Almendral del plan de la ciudad de Valparaíso, Chile. Construida en el año 1924 por el arquitecto Alfredo Azancot, fue declarada Monumento Nacional de Chile, en la categoría de Monumento Histórico, mediante el Decreto Exento nº 355, del 20 de mayo de 2003.

## Historia
Fue construida en 1924 por el arquitecto Alfredo Azancot como parte de los trabajos de reconstrucción del barrio El Almendral luego del terremoto de 1906.
El establecimiento educacional funcionó en el edificio hasta el terremoto de 2010, que dejó el inmueble con serios daños. En 2012 el Ministerio de Educación adjudicó los recursos para su restauración, pero la empresa a cargo del proyecto quebró, por lo que las obras se postergaron. Mientras tanto sus alumnas ocupan las dependencias de la Scuola Italiana Arturo Dell' Oro.
El Gobierno Regional de Valparaíso aprobó nuevos recursos para su recuperación, pero en 2020 la nueva empresa a cargo del proyecto también quebró, con un avance de 50% de los trabajos. En 2021 el Consejo Regional aprobó un incremento en el presupuesto, para la espera de la construcción definitiva.